# سيغفريد كراكاور
سيغفريد كراكوير (بالإنجليزية:Siegfried Kracauer)، ألماني الجنسية (8 فبراير 1889، في فرانكفورت أم ماين، ألمانيا - 26 نوفمبر 1966، نيويورك) - عالم اجتماع ألماني للثقافة الجماهيرية وناقد سينمائي وكاتب وصحفي وأحد أكثر منظري السينما تأثيرًا. رُبط اسمه أحيانًا بمدرسة فرانكفورت للنظرية النقدية. يشتهر بالقول أن الواقعية هي أهم وظيفة للسينما.

## حياته ومهنته
وُلد لعائلة يهودية في فرانكفورت أم ماين، ودرس الهندسة المعمارية من عام 1907 إلى عام 1913، وحصل في النهاية على الدكتوراه في الهندسة عام 1914 وعمل كمهندس معماري في أوسنابروك وميونيخ وبرلين حتى عام 1920. قرب نهاية الحرب العالمية الأولى، صادق سيغفريد الشاب ثيودور دبليو أدورنو، الذي أصبح معلمه الفلسفي في وقت لاحق. في عام 1964، ذكر أدورنو أهمية تأثير سيغفريد:
«لسنوات، تعمق سيغفريد في قراءة «نقد العقل الخالص» معي بانتظام بعد ظهر يوم السبت. أنا لا أبالغ على الإطلاق عندما أقول إنني مدين لهذه القراءة أكثر مما أدين به للمعلمين الأكاديميين. إذ لم أكن منبهرًا في قراءتي اللاحقة للنصوص الفلسفية بوحدتها واتساقها المنهجي بقدر ما كنت مهتمًا بلعب القوى العاملة تحت سطح كل عقيدة مغلقة ورأيت الفلسفات المقننة كحقول قوة في كل حالة، وكان سيغفريد بالتأكيد هو الذي دفعني للقيام بذلك.»
عمل من عام 1922 إلى عام 1933، كمحرر رئيسي للأفلام وللكتابات الأدبية في صحيفة فرانكفورتر تسايتونغ (إحدى الصحف الرائدة في فرانكفورت) وكان مراسلًا لها في برلين، حيث عمل جنبًا إلى جنب مع والتر بنجامين وإرنست بلوخ وآخرون. بين عامي 1923 و 1925 ، كتب مقالًا بعنوان (دير ديتيكتيف رومان -Der Detektiv-Roman) (الرواية البوليسية)، والتي اهتم فيه بظواهر من الحياة اليومية في المجتمع الحديث.
استمر سيغفريد في العمل في هذا الاتجاه خلال السنوات القليلة التالية، إذ طور أساليب نظرية لتحليل مواضيع السيرك والتصوير الفوتوغرافي والأفلام والإعلانات والسياحة ونظام تخطيط المدينة. في عام 1927، نشر عمله (أورنامنت دير ماس- Ornament der Masse) (نُشر باللغة الإنجليزية باسم ذا ماس أورنامنت- The Mass Ornament) والذي يؤكد على القيمة الهائلة لدراسة الجماهير والثقافة الشعبية. تظهر مقالاته في  أورنامنت دير ماس انبهاره بالثقافة الشعبية، لا سيما داخل المجتمع الرأسمالي في الولايات المتحدة.
في عام 1930، نشر سيغرفيد (دي أنغلشتيلن- Die Angestellten) وما معناه (العمال)، وهو نظرة نقدية على أسلوب حياة وثقافة الطبقة الجديدة من العمال ذوي الياقات البيضاء. وبسبب انفصالهم روحيًا، وبالعادات والتقاليد أيضًا، لجأ هؤلاء الموظفون إلى «أساليب إلهاء» جديدة للترفيه. لاحظ المراقبون بعد ثلاث سنوات، سرعة العديد من عاملي الطبقة المتوسطة في تبني النازية. في مراجعة معاصرة ل«دي أنغلشتيلن»، أثنى بنيامين على دقة تحليل سيغفريد، إذ كتب أن «الكتاب بأكمله هو محاولة للتعامل مع جزء من الواقع اليومي، أُنشأ هنا واختُبر الآن. يُضغط على الواقع بشدة لدرجة أنه يضطر إلى إعلان ألوانه وتسمية أسماءه».
نقد سيغفريد الرأسمالية بشكل متزايد (بعد أن قرأ أعمال كارل ماركس) وانفصل في النهاية عن فرانكفورتر تسايتونغ. وتزوج في نفس الوقت تقريبًا (1930) من ليلي إهرنريتش. كما انتقد بشدة الستالينية و «الشمولية الإرهابية» للحكومة السوفيتية.
مع صعود النازيين في ألمانيا عام 1933، هاجر سيغفريد إلى باريس. في مارس 1941، بفضل السفير الفرنسي هنري هوبينوت وزوجته، هيلين هوبينت، هاجر سيغفريد إلى الولايات المتحدة مع لاجئين ألمان آخرين مثل جون ريوالد.